# Generazione X (singolo)
Generazione X è un singolo del rapper italiano Mondo Marcio, pubblicato il 14 aprile 2007 come unico estratto dall'album omonimo.

## Tracce
Testi e musiche di Gianmarco Marcello.
Download digitale, CD promozionale
1. Generazione X – 4:20

CD singolo
1. Generazione X (Radio Edit) – 3:45
2. Generazione X (Radio Edit Censored) – 3:45
3. Generazione X (Instrumental) – 3:45
4. Generazione X (Acappella Version) – 3:45